# RIZUPS
«RIZUPS» (укр. «Різапс») — український хіп-хоп гурт, заснований 23 жовтня 2007 року. В останній склад входило двоє учасників: Назар-Хайдар Хассан (ХАС) та Мар'ян Сакалюк (Марік).

## Про гурт

### Створення
Гурт «RIZUPS» був створений 23 жовтня 2007 року, в складі якого було 5 учасників. Згодом їх стало всього двоє: Сакалюк Мар'ян («MARIK from RIZUPS»), Хассан Назар («HAS from RIZUPS»). Назва гурту походить від афро-американського «RAZE IT UP», що означає «повстань». Після деяких перефразувань виникла назва «RIZUPS». До неофіційного складу гурту входять: Чериба Богдан (музичний директор), Тарас Косцьов'ят (фотограф), партнерами по творчості є Мухар Володимир («RDStudio»), Лозинська Таня, Олександр Федорович («QUANT»), Ярина Прокопчук («Ya Ra») нью-метал-гурт «Sample Rate». Ось як про своє знайомство з Назаром згадує Мар'ян:
|  | «Ми познайомились, скажем так, досить випадково… Я спочатку вчився в одній школі, з якої перейшов у школу, в якій вчився Назар. З першого дня так вийшло, що найбільше, хто мені кинувся в очі,— це був він. В Назара були такі проблеми з хлопцями з іншого ряду і…я заступився за нього.» |

### Про учасників
Назар-Хайдар Хассан Алієвич  («HAS from Rizups») народився 13 січня 1991 року. За фахом економіст, цікавиться історією, психологією. Завжди при собі має хамсу і вервицю. Подобаються різні жанри музики. Про себе він каже: «Вдома у мене творчий безлад в кімнаті». У 2015 році створює сольний проєкт «ХАС».Станом на 2019 рік має два альбоми «#1» і "Мегаполіс ". У 2017 році одружується.
Сакалюк Мар'ян («MARIK from Rizups») народився 7 січня 1990 року. За фахом економіст.

### 2008 рік
Запис першої композиції на професійній студії звукозапису «RDStudio». Гурт став лауреатом та переможцем багатьох всеукраїнських та міжнародних фестивалів і конкурсів, а саме: міжнародного конкурсу студентської творчості «Барви Осені» (м. Київ) — Перше місце у номінації «Найкраща патріотична пісня»; «Весна Політехніки — 2008» (м. Львів) — Перше місце у номінації «Авторська пісня» та Перше місце у номінації «Найкращий вокальний гурт»; «Сурми Звитяги» (м. Львів) — Друге місце у номінації «Авторська пісня».

### 2009 рік
22 лютого командою гурту був організований перший Сольний Концерт у ГРК «Галактика», який зібрав близько півтисячі прихильників. Знову ж, як у попередньому році, гурт «RIZUPS» брав участь у таких конкурсах: «Весна Політехніки — 2009» (м. Львів) — Перше місце у номінації «Авторська пісня»; «Сурми Звитяги» (м. Львів) — Перше місце у номінації «Авторська пісня». Окрім конкурсів, гурт також виступає на вечірках, концертах, акціях та різноманітних заходах. Влітку 2009 року гурт став переможцем першого етапу всеукраїнського конкурсу «Djuice Music Drive». Цього ж літа гурт був запрошений українською діаспорою в Польщі на святкування «Дня Пісні» у м. Білий Бір, де поділився своєю творчістю з однією з шкіл міста.

### 2010 рік
Колектив взяв участь у створенні проєкту «Інший ЗаХХід» — першого ліцензійного львівського хіп-хоп збірника, де співпрацював з такими виконавцями, як: «Вова зі Львова», «DaHok», «QUANT», та багато інших. 20 березня відбулась презентація ліцензійного збірника у НК «ПІКАССО». До цього збірника увійшла пісня «Куди ми йдемо».

### 2011 рік
«RIZUPS» спільно з гуртом «Sample Rate» записав проєкт «А.кустик. А», до якого увійшли акустичні ремікси старих пісень та нові твори.
Восени гурт видав перший офіційний сольний міні-альбом альбом «RIZUPS», в підтримку якого відбувся тур багатьма містами України.
Було підтримано численні благодійні марафони та проєкти.

### 2012 рік
Гурт почав роботу над першим студійним альбомом. Весною, цього ж року, музика з пісні гуртів «RIZUPS» та «Sample Rate» — «Не клич мене» стала офіційною мелодією візитівки Львова на чемпіонаті з футболу Євро 2012 та була використана Віталієм Кличком в офіційному звернені до європейської спільноти.

### 2013 рік
2013 рік був одним з найплідніших за час існування гурту. 
Хассан Назар (Хас) бере участь в популярному шоу Х-фактор і в складі гурту Д-версія (сформованим на шоу) входить в 5-ку найкращих виконавців країни.
Після закінчення туру Х-фактор 3 гурт одразу взявся за доопрацювання альбому «НЕ БІЙСЯ!», який почали писати ще у 2012 р. RIZUPS випускає альбом у травні 2013-го. 7 травня відбувається перша презентація альбому у м. Львів, до якої долучилися учасники третього сезону Х-фактор, а саме Дмитро Сисоєв, Вєта Козакова та В'ячеслав Єфремов. Саме ця презентація була започаткуванням Всеукраїнського туру в підтримку альбому, в якому гурт відвідав 17 міст України та Мінськ. 
Подорожі надихнули на створення ще одного альбому, а саме спільного проєкту з ексучасником гурту Д-версія В'ячеславом Єфремовим. Альбом, який згодом отримав назву «Залежність», писався під час туру. У невеликих відрізках часу між містами створювались нові пісні. Альбом «Залежність» вперше прозвучав зі сцени 17 липня у місті Львів, після чого гурт вирушив у 2-ий тур містами України, в якому відвідав ще більше міст, ніж у першому. Під час гастролей Україною, команда RIZUPS працювала над популяризацією пісень: маса ротацій на радіохвилях всієї країни та за її межами, десятки тисяч інтернет релізів.
Цього ж року гурт запускає свій офіційний сайт www.RIZUPS.com та знімає свій дебютний кліп на пісню з першого альбому «Проти всіх стихій». 
27 жовтня гурт святкує свій День Народження в компанії друзів та прихильників, організувавши ВЕЛИКИЙ СОЛЬНИЙ КОНЦЕРТ, на якому презентує свій перший кліп (який потім взяли у ротацію 150 телеканалів, в числі яких не тільки українські).

### 2014 рік
2 лютого відбувся перший концерт у Росії, Москві. Про нього на своїй сторінці в соціальній мережі відгукнувся відомий ілюзіоніст Сергій Сафронов[джерело?].
26 червня відбулася презентація другого кліпу на пісню «Хто живе в мені?», а 1 серпня з'явився кліп на пісню «Заплакані вікна». Обидва відео — результат самостійної роботи.
29 серпня — група дає свій третій Великий концерт. Цього разу в Запоріжжі. Це яскрава шоу-програма збирає шанувальників гурту з усієї України. Саме на цьому концерті Мар'ян та Назар вперше знайомлять публіку зі своїм третім сольним альбомом — «Хайдар».

## Творчі досягнення

### «Україна має талант— 3»
У 2011 році хлопці взяли участь в кастингу талант-шоу на телеканалі «СТБ» «Україна має талант», де виконали пісню «Куди ми йдемо» із майбутнього міні-альбому. У півфіналі RIZUPS заспівали композицію «Дорога до раю».

### «Мамо, я в ефірі!»
Також RIZUPS взяли участь у талант-шоу телеканалу «ТВі» «Мамо, я в ефірі!», де заспівали пісню «Куди ми йдемо» і посіли третє місце. «Кузьма», який був ведучим, обіцяв зробити на своїй футболці напис RIZUPS.

### «X-Фактор»
У 2012 році Назар Хассан взяв участь у шоу «X-Фактор» на телеканалі «СТБ». На одному з перед-ефірів його об’єднали з В’ячеславом Єфремовим та Данилом Клягіним у тріо під назвою «D-Версія». Вони відразу погодилися і потрапили у тренувальному таборі до команди Ірини Дубцової. Хлопці увійшли в п’ятірку «Х-Фактору 3». Колектив потрапив у 12-ку найкращих вокалістів країни 2012 року.

### «Фаворити Успіху»
Дует RIZUPS двічі поспіль у 2014 та 2015 роках посідав перше місце у рейтингу народних уподобань «Фаворити Успіху» в номінації «Найкращий дует року», завдяки підтримці шанувальників.

## Дискографія
- 2011 — «RIZUPS»
- 2013 — «Не бійся»
- 2013 — «Залежність»
- 2014 — «Хайдар»

## Кліпи та відео

### Дебютний кліп
2013 року гурт зняв кліп на пісню «Проти всіх стихій» (альбом «Не бійся»). Тизер на кліп вийшов у світ 14 жовтня 2013 року. Режисером кліпу став Тарас Дронь («NORD Production»). За словами Назара Хассана в кліпі зображено історію дружби учасників гурту «RIZUPS». Ось як висловилася менеджер гурту Катерина Басараб про зйомки кліпу:[джерело?]
|  | «Кліп знімали у вересні, цей процес охопив дві доби і був досить складним. Основні сцени знімали вночі. Довелося працювати в негоду - через щільні графіки режисера та артистів інших варіантів і не було. Основна локація нас просто вразила! І болотом по коліно, і своєю космічністю, і тими незвичайними спорудами, котрі створила для нас команда Тараса. Моторошно було, бо вже за кілька кілометрів до місця зйомки виднілося червоне світло серед просторого нічного поля, ми навіть подумали спочатку, що там якась пожежа, та коли прибули на місце, слів вже не залишилось, лише захоплення.» |

На питання: «Про що кліп?», яке поставила одна з прихильниць творчості гурту, учасник «RIZUPS» Назар Хассан відповів так:[джерело?]
|  | Це відео-ілюстрація історії дружби учасників гурту «RIZUPS». Вона про існування проблем минулого і про боротьбу з ними за допомогою пошуку серцевини самої проблеми; про людські якості, які не продаються і не зникають з роками, а лише посилюються заради досягнення спільної мети. Ця робота включає в себе, як і фрагменти минулого, так і погляди в майбутнє, і далеко не банальне пояснення проблем, з якими стикаються всі! Цей кліп не схожий на звичні прості картинки з телевізора і не залишить байдужими думаючих і уважних людей. |

### Другий кліп. «Хто живе в мені?» (26.06.14)
Це ілюстрація центральної пісні третього альбому групи («Хайдар»). У ній Хас зайняв роль актора, сценариста і режисера, Марик — оператора і монтажера.
Назар Хассан про свою ідею: 
|  | При роботі над відео ми не радилися ні з ким. Занадто особисте, та й кадри занадто балакучі. Я розумів, що мої історії життя відомі тільки мені, а людям це потрібно передати доступно! Мова тіла, секрети малюнків, священних книг, старих фотографій … Я вирішив впустити на 4 хвилини в одну з кімнат свого внутрішнього світу і на останній хвилині всіх вигнати з нього. |

### Третій кліп. «Заплакані вікна» (1.08.14)
Пройшло трохи більше місяця і хлопці представили нову відеороботу — так само несподівано. Це ще один приклад злагодженої роботи RIZUPS і чернігівських ентузіастів. Зйомки та монтаж зайняли лише три доби. Назар знову приміряв відразу кілька ключових ролей і розповів, що:
|  | Ідея народилась ще в 2009 році, коли я писав "Дощ", проте тільки "Заплакані вікна" сформулювали ідею остаточно! І хоч пісні присвячені абсолютно різним людям - ідея кліпу залишилась не змінною! |

Мар'ян про свою участь в проєкті «Хайдар» і самому кліпі:
|  | Майже всі історії пісень пережиті разом. Я маю на увазі, що я це все переживав як друг, як брат. «RIZUPS» - це команда, а командна гра - це вміння виконувати ту роботу, яку ти можеш потягнути в даний момент. Знімав і монтував кліп я з ще одною людиною, Михайлом Ігнатенком. Робота як завжди була невимушена, хоч і в рекордні строки (всього навсього 3 дні на зйомки і монтаж). Знімали і зранку, і вдень, і вночі...все що задумали, те і зробили. |